# エーリヒ・ペンツェル
エーリヒ・ペンツェル（Erich Penzel, 1930年8月5日 - ）は、ドイツのホルン奏者。

## 来歴
ライプツィヒ出身。地元の音楽院でヴィルヘルム・クリューガーとアルビン・フレーゼにホルンを学ぶ。1949年から1961年までライプツィヒ・ゲヴァントハウス管弦楽団の首席ホルン奏者を務め、同団の首席ホルン奏者として在任中の1953年にプラハの春国際音楽コンクールで3位入賞を果たした。1954年から1960年までバイロイト音楽祭管弦楽団の首席ホルン奏者も兼任。
1961年に西ドイツへ亡命し、1973年までケルン放送管弦楽団の首席ホルン奏者を務めた。1973年からケルン高等音楽院とマーストリヒト音楽院で後進の指導に当たった。